# Liste der Biografien/Zag
Liste der Biografien |
Portal Biografien |
Personensuche
# |
A |
B |
C |
D |
E |
F |
G |
H |
I |
J |
K |
L |
M |
N |
O |
P |
Q |
R |
S |
T |
U |
V |
W |
X |
Y |
Z |
?
 
Za |
Zb |
Zc |
Zd |
Ze |
Zf |
Zg |
Zh |
Zi |
Zj |
Zk |
Zl |
Zm |
Zn |
Zo |
Zr |
Zs |
Zu |
Zv |
Zw |
Zy |
Zz
 
Zaa |
Zab |
Zac |
Zad |
Zae |
Zaf |
Zag |
Zah |
Zai |
Zaj |
Zak |
Zal |
Zam |
Zan |
Zao |
Zap |
Zaq |
Zar |
Zas |
Zat |
Zau |
Zav |
Zaw |
Zax |
Zay |
Zaz
Die Liste der Biografien führt alle Personen auf, die in der deutschsprachigen Wikipedia einen Artikel haben. Dieses ist eine Teilliste mit 88 Einträgen von Personen, deren Namen mit den Buchstaben „Zag“ beginnt.

## Zag

### Zaga
- Zaga, Henry (* 1993), brasilianischer Schauspieler und Model
- Zagadou, Dan-Axel (* 1999), französisch-ivorischer Fußballspieler
- Zagaew, Alan (* 1977), bulgarischer Gewichtheber
- Zagainova, Diana (* 1997), litauische Dreispringerin
- Zagajewski, Adam (1945–2021), polnischer Schriftsteller, Dichter und Essayist
- Zagajewski, Adam (1959–2017), polnischer Radrennfahrer
- Zagajski, Đuro (1939–1983), jugoslawischer Politaktivist
- Zagallo, Mário (1931–2024), brasilianischer Fußballspieler und -trainerMário Zagallo (1931–2024)

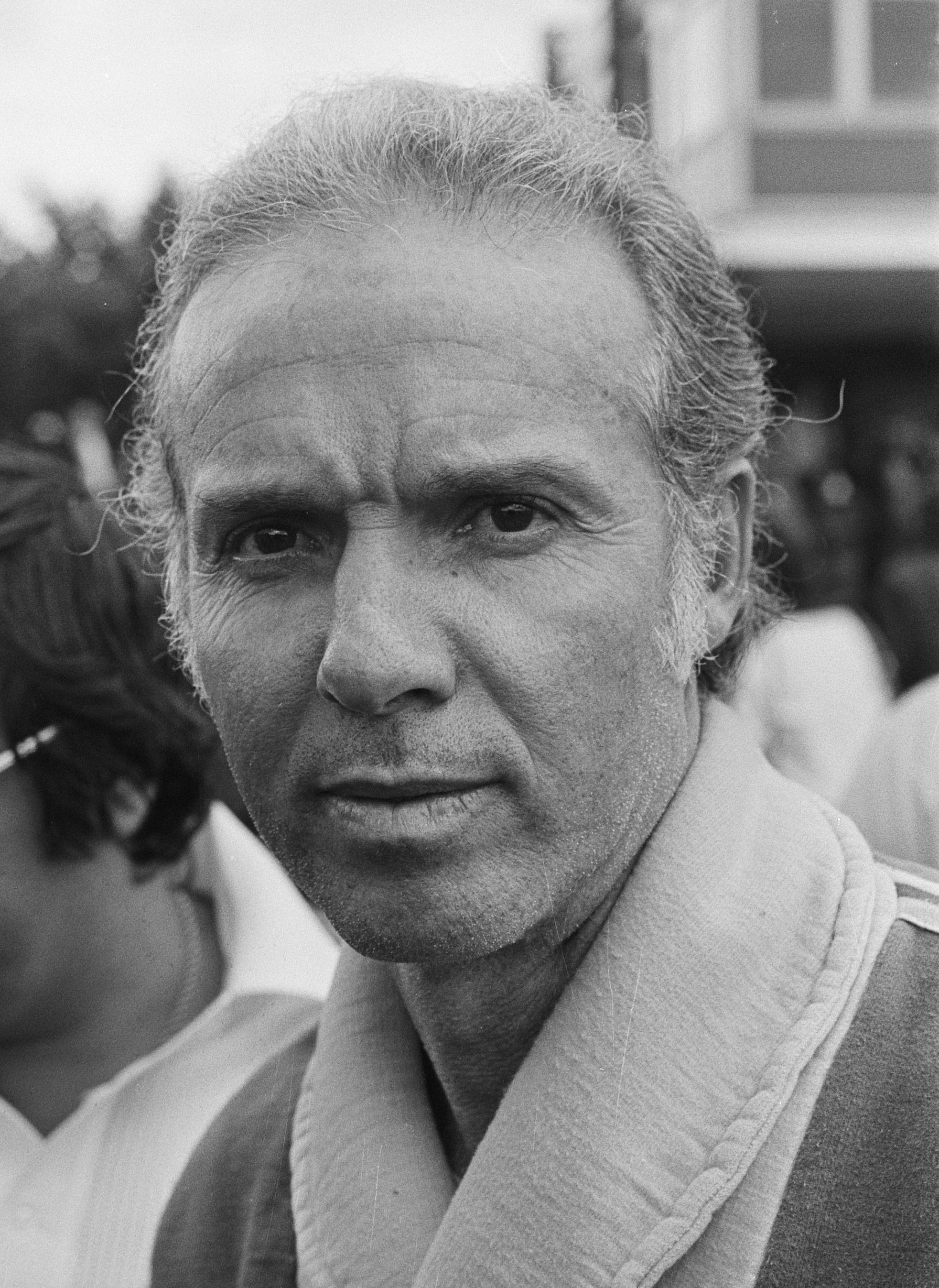
Mário Zagallo (1931–2024)

- Zagame, Nicola (* 1990), australische Wasserballspielerin
- Zaganos Pascha, osmanischer Militärkommandant und Großwesir
- Zagar, Francesco (1900–1976), italienischer Astronom
- Žagar, Jure, slowenischer Skispringer
- Žagar, Luka (* 1978), slowenisch-kroatischer Eishockeyspieler
- Žagar, Matjaž (* 1963), jugoslawischer Skispringer
- Zagar, Peter (* 1961), slowakischer Komponist, Pianist und Musikpublizist
- Žagar-Knez, Tadej (* 1991), slowenischer Fußballspieler
- Zagarajewa, Larissa Wiktorowna (* 1958), sowjetische Florettfechterin
- Zagareli, Alexander von (1844–1929), georgischer Linguist
- Zagareli, Awksenti (1857–1902), georgischer Schauspieler und Dramaturg
- Zagari, Mario (1913–1996), italienischer Politiker, Mitglied der Camera dei deputati, MdEP
- Zagari, Saro (1821–1897), italienischer Bildhauer
- Zagaria, Anita (* 1954), italienische Schauspielerin
- Zagarino, Frank (* 1959), US-amerikanischer Schauspieler in B-Filmen
- Zagaris, Ari (* 1977), US-amerikanischer Schauspieler
- Žagars, Andrejs (1958–2019), sowjetischer und lettischer Schauspieler und Theaterintendant
- Žagars, Artūrs (* 2000), lettischer Basketballspieler
- Zagato, Elio (1921–2009), italienischer Automobildesigner
- Zagato, Ugo (1890–1968), italienischer Automobildesigner
- Zagatti, Francesco (1932–2009), italienischer Fußballspieler und -trainer

### Zage
- Zägel, Ernst (1936–2020), saarländischer Fußballspieler
- Zagel, Friedrich (1893–1979), deutscher Landrat des Landkreises Passau
- Zagel, Gudrun (* 1966), österreichische Juristin
- Zagel, Hermann H. (1859–1936), deutschsprachiger US-amerikanischer Autor
- Zagel, James (1941–2023), amerikanischer Jurist
- Zager, Denny (* 1944), US-amerikanischer Gitarrist
- Zager, Jörg (* 1962), deutscher Politiker (SPD), MdBB
- Zager, Michael (* 1943), US-amerikanischer Musikproduzent, Komponist und Musiker
- Zager, Nico (* 1994), deutscher Volleyballspieler
- Zager, Werner (* 1959), deutscher Theologe und Buchautor
- Zagermann, Franz (1882–1945), deutscher römisch-katholischer Priester und Märtyrer
- Zagermann, Simon (* 1981), deutscher Schauspieler
- Zagermann, Yvonne, deutsche Journalistin und Reisebloggerin
- Zagers, Jan (1931–2022), belgischer Radrennfahrer
- Zagers, Johan (* 1960), belgischer Dressurreiter und -trainer

### Zagg
- Zaggl-Kasztner, Stefan (* 1980), österreichischer Politiker (SPÖ), Mitglied des Bundesrates

### Zagh
- Zaghari-Ratcliffe, Nazanin (* 1978), britisch-iranische JournalistinNazanin Zaghari-Ratcliffe (* 1978)

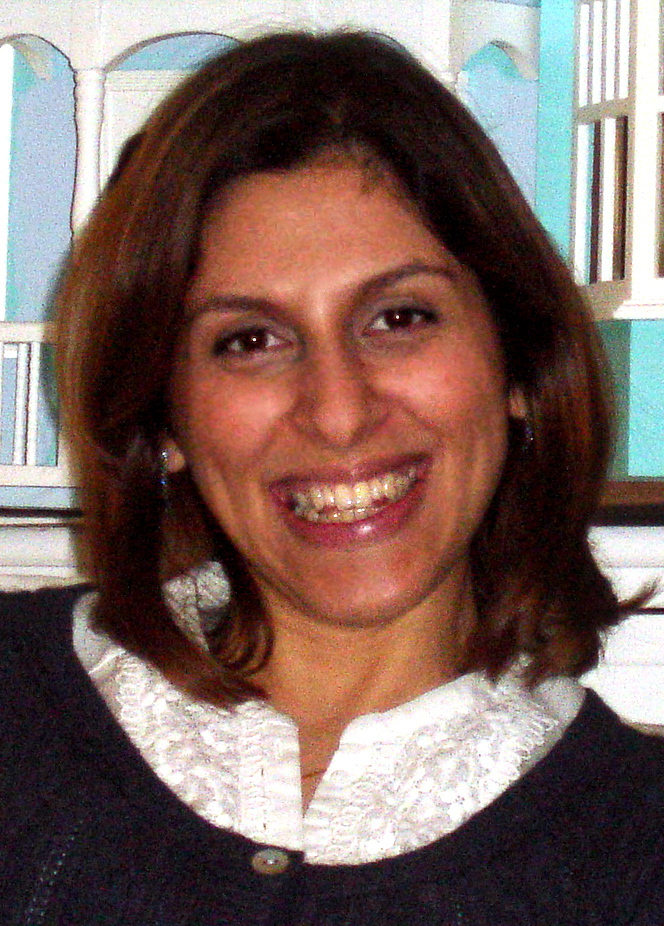
Nazanin Zaghari-Ratcliffe (* 1978)

- Zaghlul, Saad (1859–1927), ägyptischer Politiker
- Zaghlul, Safiyya (1876–1946), ägyptische Politikerin
- Zaghouani, Béchir (* 1981), tunesischer Stabhochspringer

### Zagi
- Zagier, Don (* 1951), US-amerikanischer Mathematiker

### Zagl
- Zaglauer, Sascha (* 1968), deutscher Fernsehschauspieler
- Zagler, Herbert (* 1940), österreichischer Komponist und Musiker
- Zagler, Luis (* 1954), deutschsprachiger Dramatiker
- Zagler, Wolfgang L. (* 1951), österreichischer Forscher und Ingenieur
- Zaglmair, Michael (* 1987), österreichischer Fußballspieler

### Zagm
- Žagmešter, Zlatko (* 1943), jugoslawisch-kroatischer Handballspieler und -trainer

### Zagn
- Zagny, Sergei (* 1960), russischer Komponist

### Zago
- Zago, Amarech (* 2003), äthiopische Sprinterin
- Zago, Antônio Carlos (* 1969), brasilianischer Fußballspieler
- Zago, Dominique (* 1932), luxemburgischer Radrennfahrer
- Zago, Ferruccio (* 1914), italienischer Archivar
- Zago, Marcello (1932–2001), italienischer Geistlicher, Generaloberer der Oblaten der Makellosen Jungfrau Maria
- Zagoni, Marlena (1951–2025), rumänische RuderinMarlena Zagoni (1951–2025)

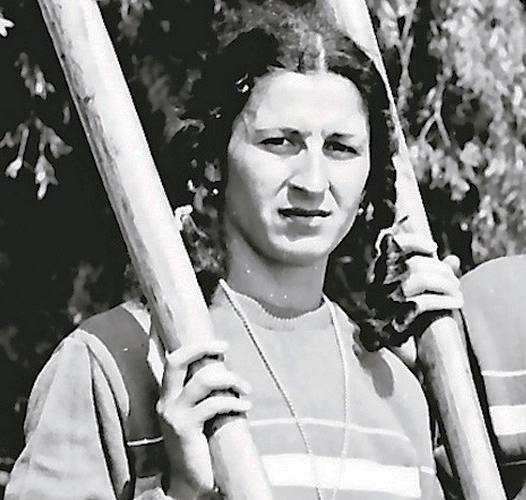
Marlena Zagoni (1951–2025)

- Zagorakis, Theodoros (* 1971), griechischer Fußballspieler und Politiker
- Zagorin, Perez (1920–2009), US-amerikanischer Historiker
- Zagorisiou, Marika (1921–2013), griechische Architektin
- Zagorny, Reinhold (* 1956), deutscher Fußballspieler
- Zagorodsky, Meilach (1868–1953), Agrarwissenschaftler
- Zagórski, Adam (* 1990), polnischer Jazzmusiker (Schlagzeug, Komposition)
- Zagórski, Krzysztof (* 1967), polnischer Fußballspieler
- Zagórski, Stanisław (* 1933), polnischer Grafiker und Grafikdesigner
- Zagórski, Tomasz (1963–2021), polnischer Opernsänger und Gesangsprofessor
- Zagorskis, Darius (* 1969), litauischer Schachspieler
- Zagorsky, Kyra (* 1976), US-amerikanische SchauspielerinKyra Zagorsky (* 1976)

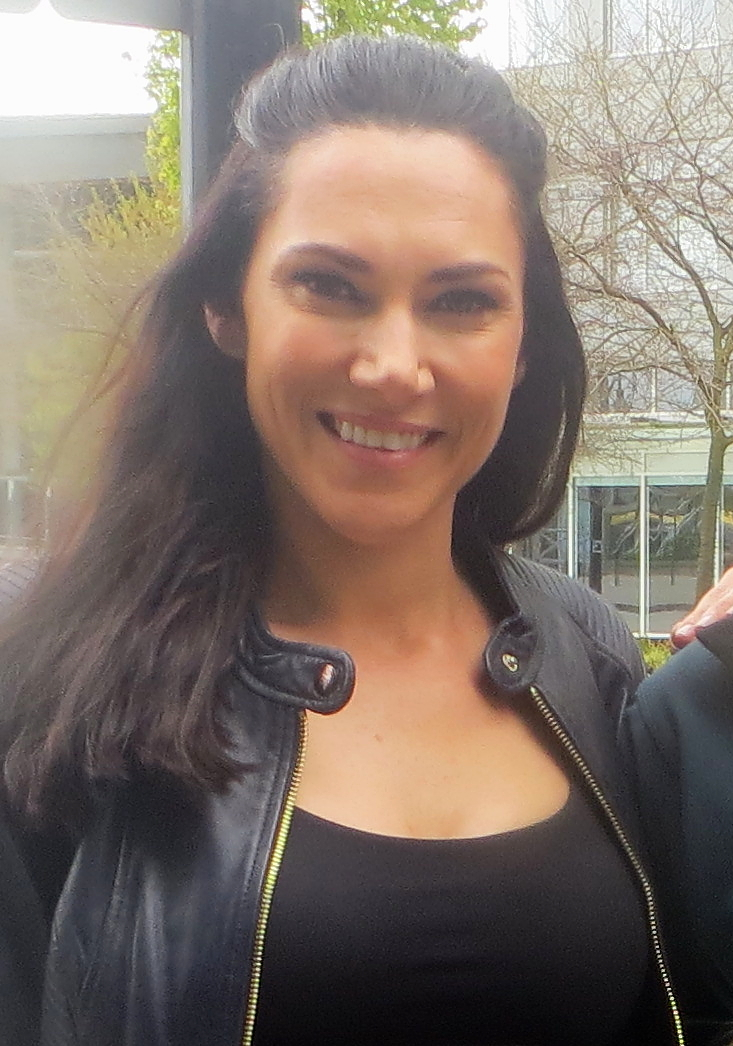
Kyra Zagorsky (* 1976)

- Zagoruychenko, Yulia (* 1981), russische Turniertänzerin

### Zagr
- Zagrabinsky, Marco (* 1971), deutscher Cartoonist, Karikaturist und Illustrator
- Zagrapan, Marek (* 1986), slowakischer Eishockeyspieler
- Zagré, Anne (* 1990), belgische Hürdenläuferin und Sprinterin
- Zagrebelsky, Gustavo (* 1943), italienischer Verfassungsrichter
- Zagrodnik, Stephan (1916–1990), deutscher DBD-Funktionär, MdV
- Zagros, Ismail (* 1984), deutscher Schauspieler mit kurdisch-türkischen Wurzeln
- Zagrosek, Lothar (* 1942), deutscher Dirigent und Generalmusikdirektor an der Württembergischen Staatsoper in Stuttgart

### Zags
- Zagst, Lena (* 1990), deutsche Politikerin (Bündnis 90/Die Grünen), Mitglied der Hamburgischen Bürgerschaft

### Zagu
- Zague, Yoram (* 2006), französisch-ivorischer Fußballspieler
- Zagumny, Paweł (* 1977), polnischer Volleyballspieler
- Zagunis, Mariel (* 1985), US-amerikanische Säbelfechterin und Olympiasiegerin
- Žagunis, Povilas (* 1952), litauischer Politiker

### Zagy
- Zagyva, Gyula György (* 1976), ungarischer Politiker, Mitglied des Parlaments